# Andromeda XVIII
Andromeda XVIII (And XVIII) – karłowata galaktyka sferoidalna leżąca w gwiazdozbiorze Andromedy. Leży w odległości około 591 kiloparseków (ok. 1,93 miliona lat świetlnych) od Galaktyki Andromedy i około 1,36 megaparseka (4,4 mln lat świetlnych) od Drogi Mlecznej. Należy do Grupy Lokalnej.
Stosunkowo duża odległość od Galaktyki Andromedy (M31) wskazuje, że And XVIII nie jest jej galaktyką satelitarną. W momencie odkrycia nie było jasne, czy And XVIII zbliża się do M31, czy też została wyrzucona z jej otoczenia.
Odkryta w 2008 wraz z Andromedą XIX i Andromedą XX na zdjęciach wykonanych przez Teleskop Kanadyjsko-Francusko-Hawajski (CFHT).